# Maroquin
Pour les articles ayant des titres homophones, voir Marocain et Marocains (homonymie).

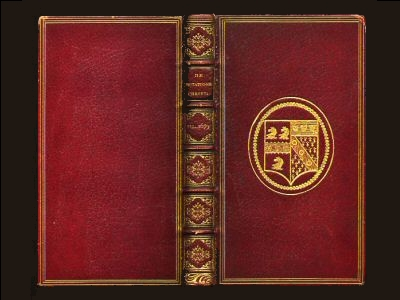
Reliure de Charles Capé.

Le maroquin (ou cuir marocain) est une peau de chèvre épaisse tannée au sumac ou à la noix de galle, le nom dérive du terme Maroc,,. Elle a un grain apparent, large et irrégulier. Elle est utilisée en reliure pour les ouvrages qui ont vocation à être souvent manipulés, car elle est très résistante, à l’inverse de la peau  de chagrin, à grain plus petit et  fragile ou de la peau d’agneau, fine et facilement déchirable.
Les termes de « chèvre maroquinée » sont couramment utilisés en reliure.
Il existe un maroquin à grain long, qui semble étiré ou strié de petites hachures parallèles. Rare et prisé, il se rencontre surtout au XIXe siècle, sur des reliures de grande qualité.
Le cuir de Russie ne doit pas être confondu avec le maroquin. Il s'agit d'un cuir de bovin ou, plus rarement de renne, tanné aux écorces de bouleau et de saule ce qui le rend résistant à la moisissure et aux insectes.
Le maroquin peut également être écrasé par un passage à la calandre. Son grain, moins visible, prend alors un aspect un peu glacé.
Certains meubles de la Renaissance ont été entièrement recouverts de maroquin.

## Étymologie

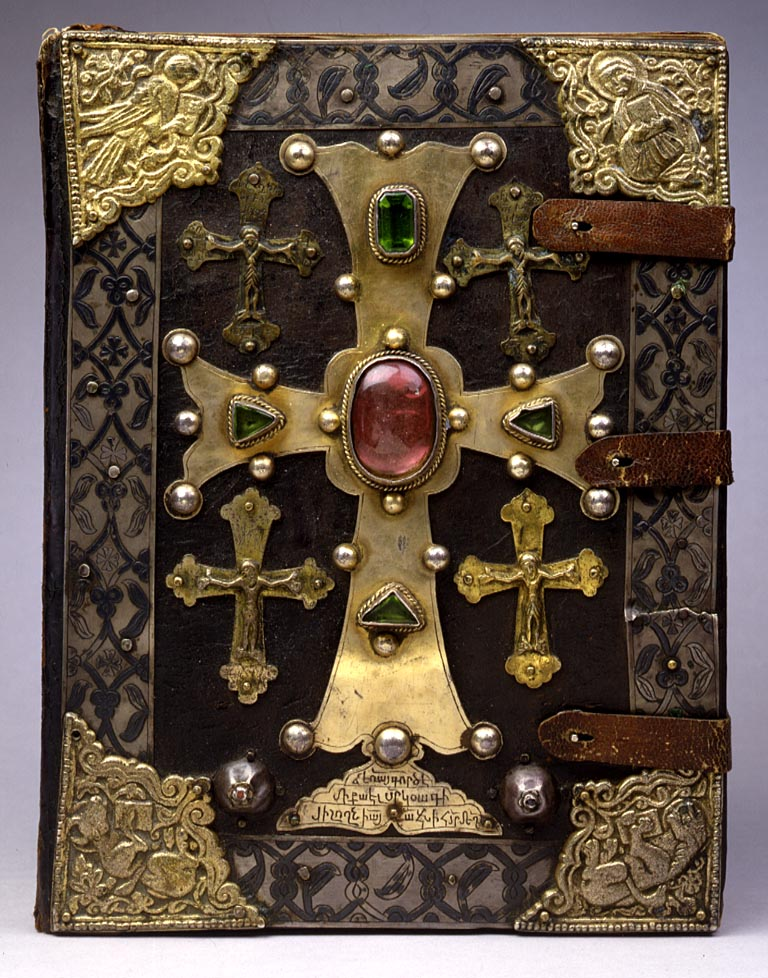
Une bible ayant appartenu à Toros Roslin, reliée en maroquin travaillé.

À l'origine, le maroquin est une peau de chèvre tannée au sumac (tanin extrait d’un arbuste des régions chaudes) au grain prononcé, d'abord importée du Maroc, qui fut utilisée à partir de la fin du XVIe siècle dans la reliure de luxe, où elle était particulièrement appréciée pour sa résistance et parce qu’elle mettait en valeur la dorure.

## Sens dérivé
Par extension c'est le nom qu'on donne à une fonction ministérielle. On parle aussi de portefeuille ministériel. Le cuir de ce portefeuille étant de haute qualité, le nom maroquin a été retenu.

## Homonyme
En termes de marine, un maroquin est un étai reliant deux mâts en hauteur pour aider à la rigidité de la mâture. Par exemple, sur un ketch, le maroquin d’artimon relie le mât du même nom au grand mât.

## Histoire

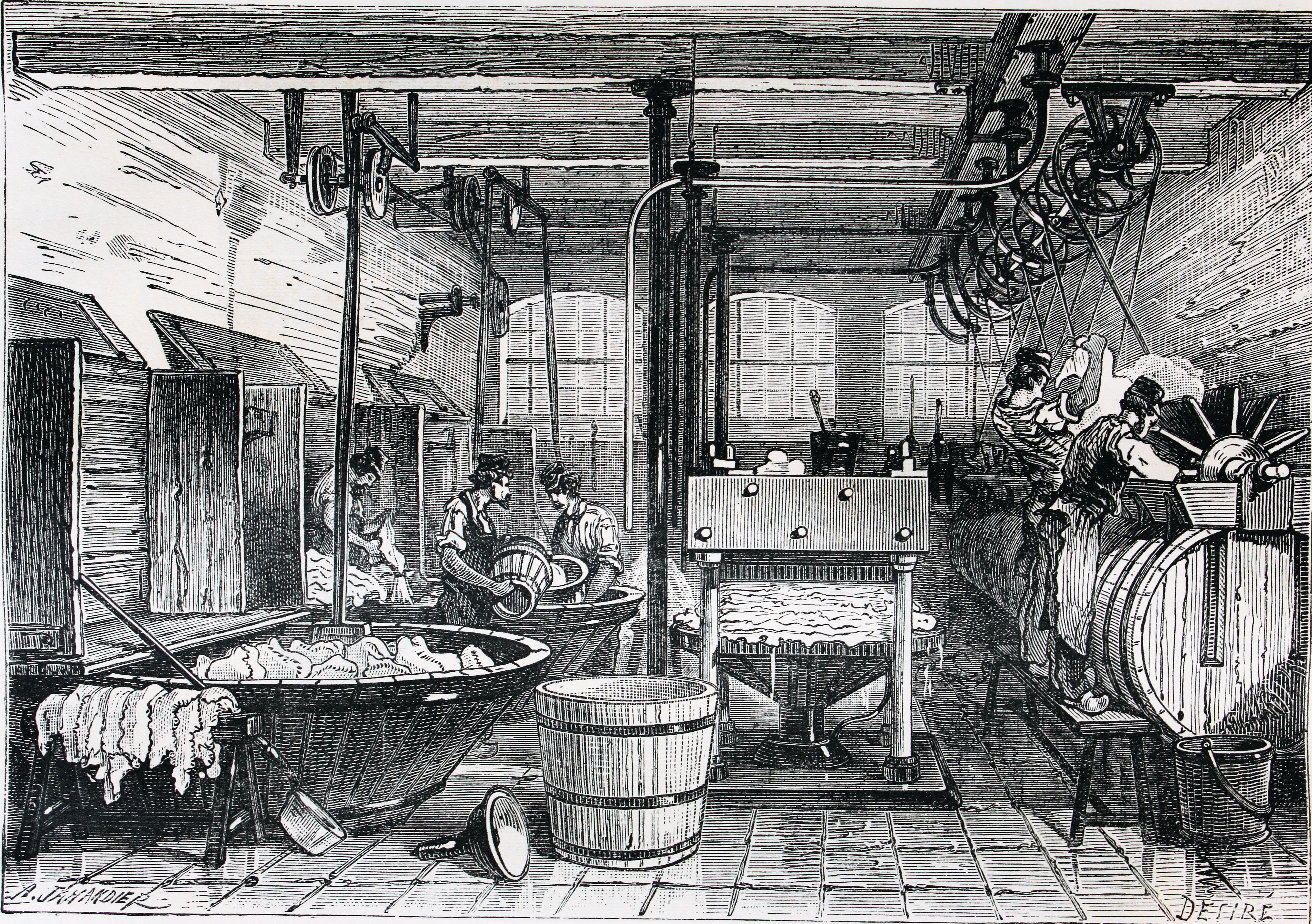
Atelier de tannerie des peaux au sumac (XIXe siècle).
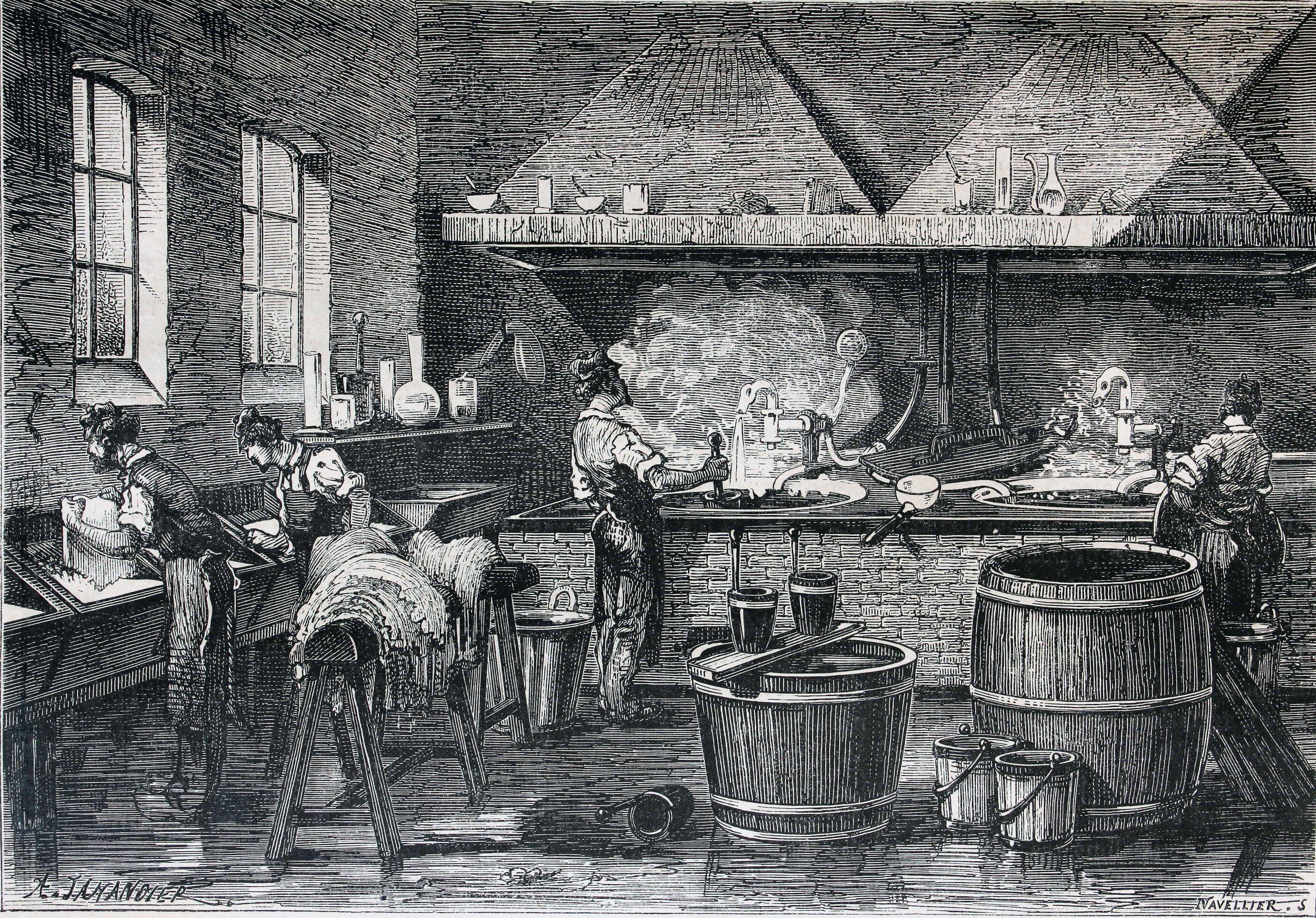
Atelier de teinture des peaux pour la préparation du maroquin.(XIXe siècle).

## Voir également
- Chagrin (cuir)